# Mazhar Ali
Mazhar Ali (* 1. Februar 1990) ist ein pakistanischer Leichtathlet, der sowohl im 400- und 800-Meter-Lauf antritt.

## Sportliche Laufbahn
Erste internationale Erfahrungen sammelte Mazhar Ali bei den Asienmeisterschaften 2017 in Bhubaneswar, bei denen er über 400 Meter im Vorlauf ausschied und mit der pakistanischen 4-mal-400-Meter-Staffel in 3:11,42 min Rang sieben belegte. Im Jahr darauf nahm er erstmals an den Asienspielen in Jakarta teil und wurde mit der Staffel in 3:08,87 min Achter.
2017 wurde Ali Pakistanischer Meister mit der 4-mal-400-Meter-Staffel.

## Persönliche Bestleistungen
- 400 Meter: 50,09 s, 6. Juli 2017 in Bhubaneswar
- 800 Meter: 1:54,98 s, 16. November 2018 in Islamabad